# Gunter Frank
Gunter Frank (geboren 1963 in Buchen (Odenwald)) ist ein deutscher Arzt und Sachbuchautor.

## Leben
Frank studierte Medizin in Heidelberg und Chicago. Als Allgemeinmediziner betreibt er eine eigene Praxis in Heidelberg.
Frank ist Dozent an der Business School St. Gallen, einem privaten Anbieter von Weiterbildungsseminaren für Führungskräfte, und Autor mehrerer Bücher zu den Themen Gesundheit und Ernährung. Er tritt öffentlich als Kritiker des deutschen Gesundheitssystems auf.
Er publiziert seine Thesen auf dem politischen Blog „Achse des Guten“. Auf Einladung der AfD-Bundestagsfraktion sagte er in Ausschussanhörungen, bei den COVID-Impfungen handele es sich um einen „Conterganskandal mit dem Faktor zehn“.

## Positionen zur Ernährung
Gunter Frank kritisiert die schwache Datengrundlage für viele Ernährungsempfehlungen. Vorwiegend basierten diese auf Beobachtungsstudien, die zwar Korrelationen, nicht aber Kausalitäten deutlich machen könnten. Frank fordert einen „ehrlichen“ Umgang mit Normwerten, Risikofaktoren und Richtlinien. Er sieht die Gefahr, dass Patienten manipuliert werden könnten. Ernährung als Faktor für die Gesunderhaltung des menschlichen Körpers sieht er im allgemeinen Diskurs als deutlich überschätzt. Er behauptet, die Schädlichkeit von einem Übermaß an Fett, Salz oder Zucker sei nie erwiesen worden.
Gunter Frank postuliert, dass pflanzenbetonte Kost nicht für den Menschen geeignet sei. Viele Gemüse und Getreide produzierten Abwehrstoffe, die nur durch althergebrachte Verarbeitungsweisen beseitigt werden könnten. Daher befürwortet Frank das Kochen, Schälen und Salzen von Lebensmitteln. Er plädiert für eine Rückkehr zu traditionellen Zubereitungsformen. Pommes frites bewertet er als angemessenes Lebensmittel für Kinder, da bei der Zubereitung pflanzliche Giftstoffe zerstört würden. Auch minimale Zuckerzusätze, z. B. in Tomatensuppe, hält er aufgrund der biochemischen Prozesse für empfehlenswert. Frank kritisiert Vegetarismus und Veganismus.
Frank hält die Problematisierung der Adipositas für übertrieben. Übergewicht führe nur in Extremformen zu Gesundheitsschäden. Diäten und Abnehmprogramme lehnt er ab, weil die Evidenz für einen langfristigen Erfolg und Nutzen fehle. Wesentliche Risikofaktoren für Übergewicht seien Stress und die Genetik. Relevanter als Überernährung sei in Deutschland das Risiko für Unterernährung und Essstörungen.
Frank empfiehlt einen entspannten Umgang mit der Ernährung und rät, das zu essen, was schmeckt und was man verträgt. Der Mensch besitze ein ausreichendes Körpergefühl dafür, welches Essen situativ oder generell das Richtige sei. Gesunde Erwachsene könnten daher beruhigt zu Fast Food greifen, wenn ihre körpereigenen Signale ihnen einen Bedarf danach vermitteln. So sei ein Vorteil von Vollkornprodukten gegenüber Weißmehl nicht nachgewiesen. Gemüse könne man beruhigt kochen, Rohkost sei nicht empfehlenswert.

## Rezension
Einige Buchrezensionen schätzen seine Arbeiten als reißerisch ein und werfen ihm vor, industrienahe Positionen zu vertreten. So stellt sich Frank gegen Bio-Lebensmittel mit der Begründung zu hoher Verkeimung, lobt die Ungefährlichkeit moderner Pestizide und verteidigt die industrielle Tierproduktion. Kritisch gesehen wird auch Franks Ansatz, Medien, Wissenschaftler und Politik einer „Generalabrechnung“ zu unterziehen und dabei selbst selektiv aus Studien zu zitieren, die seine Positionen unterstützen.

## Bücher
- Lexikon der Fitneß-Irrtümer: Mißverständnisse, Fehlinterpretationen und Halbwahrheiten von Aerobic bis Zerrung (mit Udo Pollmer und Susanne Warmuth), Piper, 2005, ISBN 978-3-492-24211-0.
- Unternehmensressource Gesundheit: Weshalb die Folgen schlechter Führung kein Arzt heilen kann (Hrsg. mit Walter Kromm), Symposion Publishing, 2009, ISBN 978-3-939707-44-8.
- Lizenz zum Essen: Stressfrei essen, Gewichtssorgen vergessen, Piper, 2009, ISBN 978-3-492-25370-3.
- Die Mañana-Kompetenz: Auch Powermenschen brauchen Pause (mit Maja Storch), Piper, 2011, ISBN 978-3-492-27263-6.
- Schlechte Medizin: Ein Wutbuch, btb, 2013, ISBN 978-3-442-74584-5.
- Fragen Sie Ihren Arzt - aber richtig!: Was Patienten stark macht. Mit Checklisten und Selbsttest, Südwest, 2015, ISBN 978-3-517-09413-7.
- Gebrauchsanweisung für Ihren Arzt: Was Patienten wissen müssen, btb, 2016, ISBN 978-3-442-71346-2.
- Karotten lieben Butter: Eine Sterneköchin, ein Arzt und ein Wissenschaftler über traditionelles Kochwissen und gesunden Genuss (mit Léa Linster und Michael Wink), Albrecht Knaus Verlag, 2018, ISBN 978-3-8135-0791-1.
- Der Staatsvirus – Ein Arzt erklärt, wie die Vernunft im Lockdown starb. AchGut Edition, 2021, ISBN 978-3-9819755-9-8.
- Das Staatsverbrechen – Warum die Corona-Krise erst dann endet, wenn die Verantwortlichen vor Gericht stehen. AchGut Edition, 2023, ISBN 978-3-9822771-4-1.